# Campionatul Mondial al Cluburilor FIFA 2012
Campionatul Mondial al Cluburilor FIFA 2012 a fost un turneu fotbalistic, care a avut loc între 6-16 decembrie 2012 în Japonia. A fost cea de-a noua ediție a turneului.
Turneul a fost câștigat de Corinthians, care a învins pe Chelsea cu 1–0 în finală.

## Echipe calificate
| Team                                         | Confederația        | Calificare                                      | Participări¹                                                                                                |
| Intră în semifinale                          | Intră în semifinale | Intră în semifinale                             | Intră în semifinale                                                                                         |
| -------------------------------------------- | ------------------- | ----------------------------------------------- | --- |
| Corinthians                                  | CONMEBOL            | Câștigătoarea Copa Libertadores 2012            | A doua (Anterior: 2000)                                                                                     |
| Chelsea                                      | UEFA                | Câștigătoarea Liga Campionilor UEFA 2011–12     | Prima |
| Intră în sferturile de finală                |                     |                                                 | |
| Ulsan Hyundai                                | AFC                 | Câștigătoarea Liga Campionilor AFC 2012         | Prima |
| Al-Ahly                                      | CAF                 | Câștigătoarea Liga Campionilor CAF 2012         | 2005, Campionatul Mondial al Cluburilor FIFA 2006\|2006, Campionatul Mondial al Cluburilor FIFA 2008\|2008) |
| Monterrey                                    | CONCACAF            | Câștigătoarea Liga Campionilor CONCACAF 2011–12 | 2nd (Anterior: 2011)                                                                                        |
| Intră în barajul pentru sferturile de finală |                     |                                                 | |
| Auckland City                                | OFC                 | Câștigătoarea Liga Campionilor OFC 2011–12      | A patra (Anterior: 2006, 2009, 2011)                                                                        |
| Sanfrecce Hiroshima                          | AFC (Gazda)         | Câștigătoarea 2012 J. League Division 1         | Prima |

1 În bold: Fostele câștigătoare

## Arbitri
Arbitrii numiți sunt:
| Confederație | Arbitru                   | Arbitrii asistenți                                   |
| ------------ | ------------------------- | ---------------------------------------------------- |
| AFC          | Nawaf Shukralla           | Ebrahim Saleh Yaser Tulefat                          |
| AFC          | Alireza Faghani (rezervă) | Hassan Kamranifar (rezervă) Reza Sokhandan (rezervă) |
| CAF          | Djamel Haimoudi           | Redouane Achik Abdelhak Etchiali                     |
| CONCACAF     | Marco Antonio Rodríguez   | Marvin Torrentera Marcos Quintero                    |
| CONMEBOL     | Carlos Vera               | Christian Lescano Byron Romero                       |
| OFC          | Peter O'Leary             | Jan-Hendrik Hintz Ravinesh Kumar                     |
| UEFA         | Cüneyt Çakır              | Bahattin Duran Tarık Ongun                           |

## Echipe
Fiecare echipă a trimis o listă cu 23 de jucători din care trei erau portari. Echipele au fost anunțate pe 29 noiembrie 2012.

## Stadioane
Stadioanele pentru Campionatul Mondial al Cluburilor FIFA 2012 sunt în Yokohama și Toyota.
| Stadionul Toyota                                                    | Stadionul Internațional Yokohama                |
| 35°05′05″N 137°10′15″E / 35.08472°N 137.17083°E                     | 35°30′35″N 139°36′20″E / 35.50972°N 139.60556°E |
| Capacitate: 45.000                                                  | Capacitate: 72.327                              |
|                                                                     |                                                 |
| ToyotaYokohamaCampionatul Mondial al Cluburilor FIFA 2012 (Japonia) |                                                 |

## Tehnologia pe linia porții
La Campionatul Mondial de Fotbal al Cluburilor FIFA 2012 se va folosi pentru prima oară tehnologia pe linia porții după ce a fost aprobată de International Football Association Board în iulie 2012. Cele două sisteme aprobate de FIFA, GoalRef (instalat în Yokohama) și Hawk-Eye (instalat în Toyota) vor fi folosite pe cele două stadioane.

## Meciuri
Tragerea la sorți pentru Campionatul Mondial de Fotbal al Cluburilor FIFA 2012 a avut loc la sediul FIFA din Zürich, Elveția, pe 23 septembrie 2012 la 11:30 CEST (UTC+02:00). Tragerea la sorți a stabilit „locurile” pe care vor intra cele trei echipe în sferturile de finală (AFC/CAF/CONCACAF).
Dacă un meci se termină egal:
- Pentru meciurile eliminatorii se joacă prelungiri. Dacă după prelungiri meciul este încă egal se vor executa lovituri de departajare.
- Pentru meciurile care stabilesc locul cinci și locul trei nu se joacă prelungiri, ci se va trece direct la loviturile de departajare.

|  | Play-off                | Play-off              |                         |               | Sferturi             | Sferturi             |             |             | Semifinale | Semifinale |  |  | Finala                  | Finala                  |
|  | 6 decembrie – Yokohama  |                       |                         |               |                      |                      |             |             |            |            |  |  |                         |                         |
|  | Sanfrecce Hiroshima     | 1                     |                         |               | 9 decembrie – Toyota | 9 decembrie – Toyota |             |             |            |            |  |  |                         |                         |
|  | Sanfrecce Hiroshima     | 1                     |                         |               | 9 decembrie – Toyota | 9 decembrie – Toyota |             |             |            |            |  |  |                         |                         |
|  | Auckland City           | 0                     |                         |               | Sanfrecce Hiroshima  | 1                    |             |             |            |            |  |  |                         |                         |
|  | Auckland City           | 0                     | 12 decembrie – Toyota   |               | Sanfrecce Hiroshima  | 1                    |             |             |            |            |  |  |                         |                         |
|  |                         |                       |                         |               | Al-Ahly              | 2                    |             |             |            |            |  |  |                         |                         |
|  | Al-Ahly                 | 0                     |                         |               | Al-Ahly              | 2                    |             |             |            |            |  |  |                         |                         |
|  | Al-Ahly                 | 0                     |                         |               |                      |                      |             |             |            |            |  |  |                         |                         |
|  |                         |                       | 'Corinthians            | 1             |                      |                      |             |             |            |            |  |  |                         |                         |
|  |                         |                       | 'Corinthians            | 1             |                      |                      |             |             |            |            |  |  |                         |                         |
|  |                         |                       | 16 decembrie – Yokohama |               |                      |                      |             |             |            |            |  |  |                         |                         |
|  |                         |                       |                         |               |                      |                      |             |             |            |            |  |  |                         |                         |
|  | Corinthians             | 1                     |                         |               |                      |                      |             |             |            |            |  |  |                         |                         |
|  | Corinthians             | 1                     | 9 decembrie – Toyota    |               |                      |                      |             |             |            |            |  |  |                         |                         |
|  |                         | Chelsea               | 0                       |               |                      |                      |             |             |            |            |  |  |                         |                         |
|  |                         |                       | 0                       | Ulsan Hyundai | 1                    |                      |             |             |            |            |  |  |                         |                         |
|  | 13 decembrie – Yokohama |                       |                         | Ulsan Hyundai | 1                    |                      |             |             |            |            |  |  |                         |                         |
|  |                         | Monterrey             | 3                       |               |                      |                      |             |             |            |            |  |  |                         |                         |
|  | Monterrey               | Monterrey             | 3                       | 1             |                      |                      |             |             |            |            |  |  |                         |                         |
|  | Monterrey               | Meciul pentru locul 5 | Meciul pentru locul 5   | 1             |                      |                      | Finala mică | Finala mică |            |            |  |  |                         |                         |
|  |                         | Meciul pentru locul 5 | Meciul pentru locul 5   |               | Chelsea              | 3                    | Finala mică | Finala mică |            |            |  |  |                         |                         |
|  | Ulsan Hyundai           | 2                     | Al-Ahly                 | 0             | Chelsea              | 3                    |             |             |            |            |  |  |                         |                         |
|  | Ulsan Hyundai           | 2                     | Al-Ahly                 | 0             |                      |                      |             |             |            |            |  |  |                         |                         |
|  | Sanfrecce Hiroshima     | 3                     | Monterrey               | 2             |                      |                      |             |             |            |            |  |  |                         |                         |
|  | Sanfrecce Hiroshima     | 3                     | Monterrey               | 2             |                      |                      |             |             |            |            |  |  |                         |                         |
|  | 12 decembrie – Toyota   | 12 decembrie – Toyota |                         |               |                      |                      |             |             |            |            |  |  | 16 decembrie – Yokohama | 16 decembrie – Yokohama |

Toate orele Ora standard a Japoniei (UTC+09:00).

### Barajul pentru sferturile de finală
| Sanfrecce Hiroshima | 1–0    | Auckland City |
| ------------------- | ------ | ------------- |
| Aoyama 66'          | Raport |               |

Un minut de reculegere a fost ținut înaintea meciului pentru a-l comemora pe tușierul olandez, Richard Nieuwenhuizen, care a murit în urma unui incident tragic din timpul unui meci de tineret cu patru zile înainte de acest meci.

### Sferturile de finală
| Ulsan Hyundai   | 1-3    | Monterrey                  |
| --------------- | ------ | -------------------------- |
| Lee Keun-Ho 88' | Raport | Corona 9' Delgado 77', 84' |

| Sanfrecce Hiroshima | 1-2    | Al-Ahly                 |
| ------------------- | ------ | ----------------------- |
| Satō 32'            | Raport | Hamdy 15' Aboutrika 57' |

### Meciul pentru locul cinci
| Ulsan Hyundai                      | 2–3    | Sanfrecce Hiroshima         |
| ---------------------------------- | ------ | --------------------------- |
| Mizumoto 17' (o.g.) Lee Yong 90+5' | Report | Yamagishi 35' Satō 56', 72' |

### Semifinale
| Al-Ahly | 0–1    | Corinthians  |
| ------- | ------ | ------------ |
|         | Report | Guerrero 30' |

| Monterrey       | 1–3    | Chelsea                               |
| --------------- | ------ | ------------------------------------- |
| De Nigris 90+1' | Raport | Mata 17' Torres 46' Chávez 48' (o.g.) |

### Finala mică
| Al-Ahly | 0-2    | Monterrey             |
| ------- | ------ | --------------------- |
|         | Raport | Corona 3' Delgado 66' |

### Finala
| Corinthians  | 1-0    | Chelsea |
| ------------ | ------ | ------- |
| Guerrero 69' | Raport |         |

## Marcatori
Note: Jucătorii în bold încă mai sunt prezenți în turneu.
| Locul | Marcator          | Club                | Goluri |
| ----- | ----------------- | ------------------- | ------ |
| 1     | César Delgado     | Monterrey           | 3      |
| 1     | Hisato Satō       | Sanfrecce Hiroshima | 3      |
| 3     | Paolo Guerrero    | Corinthians         | 2      |
| 3     | Jesús Corona      | Monterrey           | 2      |
| 5     | Mohamed Aboutrika | Al-Ahly             | 1      |
| 5     | Al-Sayed Hamdy    | Al-Ahly             | 1      |
| 5     | Juan Mata         | Chelsea             | 1      |
| 5     | Fernando Torres   | Chelsea             | 1      |
| 5     | Aldo de Nigris    | Monterrey           | 1      |
| 5     | Toshihiro Aoyama  | Sanfrecce Hiroshima | 1      |
| 5     | Satoru Yamagishi  | Sanfrecce Hiroshima | 1      |
| 5     | Lee Keun-Ho       | Ulsan Hyundai       | 1      |
| 5     | Lee Yong          | Ulsan Hyundai       | 1      |

Autogoluri
- Dárvin Chávez (Monterrey, marcat pentru Chelsea)
- Hiroki Mizumoto (Sanfrecce Hiroshima, marcat pentru Ulsan Hyundai)

## Clasament final
| Poz | Echipa              | Confederația | MJ | V | E | Î | GM | GP | DG |
| --- | ------------------- | ------------ | -- | - | - | - | -- | -- | -- |
| 1   | Corinthians         | CONMEBOL     | 2  | 2 | 0 | 0 | 2  | 0  | +2 |
| 2   | Chelsea             | UEFA         | 2  | 1 | 0 | 1 | 3  | 2  | +1 |
| 3   | Monterrey           | CONCACAF     | 3  | 2 | 0 | 1 | 6  | 4  | +2 |
| 4   | Al-Ahly             | CAF          | 3  | 1 | 0 | 2 | 2  | 4  | −2 |
| 5   | Sanfrecce Hiroshima | AFC          | 3  | 2 | 0 | 1 | 5  | 4  | +1 |
| 6   | Ulsan Hyundai       | AFC          | 2  | 0 | 0 | 2 | 3  | 6  | −3 |
| 7   | Auckland City       | OFC          | 1  | 0 | 0 | 1 | 0  | 1  | −1 |

## Premii
Următoarele premii s-au acordat la acest turneu.
| Balonul de Aur       | Balonul de Argint    | Balonul de Bronz             |
| -------------------- | -------------------- | ---------------------------- |
| Cássio (Corinthians) | David Luiz (Chelsea) | Paolo Guerrero (Corinthians) |

| Fair play | Monterrey |